# Nikola Lončar
Nikola Lončar Arsenijević (Kragujevac, Sèrbia, 31 de maig de 1972) és un exjugador de bàsquet amb doble nacionalitat sèrbia i espanyola. Amb 1.98 metres d'alçada, jugava en la posició d'aler. Va aconseguir quatre medalles en competicions internacionals amb Iugoslàvia. És gendre de l'entrenador de futbol serbi Radomir Antić.

## Carrera esportiva
Va començar la carrera al Partizan de Belgrad, club amb el qual va debutar com a professional l'any 1989. Hi va jugar fins al 1995, quan va ser fitxat pel Reial Madrid de la lliga ACB. Els anys següents va jugar a les lligues italiana, francesa i israeliana fins que al mes de novembre de 1998 torna a la lliga espanyola per jugar al Joventut de Badalona sota les ordres d'Alfred Julbe. En acabar la temporada va tornar a Itàlia, i una temporada després fitxava novament per un equip de la lliga ACB, concretament pel Breogán Universidade, on va jugar dues temporades. El seu darrer equip va ser l'Estudiantes a la temporada 2002-03.
Des de l'any 2006 és comentarista de Movistar + en diversos tipus de programes relacionats amb el bàsquet, com Eurofighters (sobre l'Eurolliga) o en retransmissions de partits de l'NBA, substituint Antoni Daimiel.